# Серовка (Брянская область)
Серовка — село в Злынковском районе Брянской области, в составе Спиридоновобудского сельского поселения. 
 Расположено в 9 км к югу от села Спиридонова Буда. Население — 24 человека (2010).
В селе сохранился каменный храм Михаила Архангела (построен в 1801 году, ныне не действует).

## История
Упоминается с XVIII века; до Первого раздела (1772 год) входило в состав Речи Посполитой. Позднее — в Могилёвской (с 1919 — Гомельской) губернии, в том числе с 1861 года — в составе Староюрковичской волости Гомельского уезда. До начала XX века были развиты портняжное и сапожное ремёсла; с 1871 действовала частная маслобойня.
10 октября 1904 в селе было торжественно освящено новое здание народного училища.
С 1923 года в Чуровичской волости Новозыбковского уезда; в 1929—1932 в Чуровичском районе, в 1932—1939 и 1959—1988 — в Новозыбковском; в 1939—1959 и с 1988 года по настоящее время — в Злынковском районе.
С 1919 до 1930-х гг. являлось центром Серовского сельсовета, затем до 2005 года входило в Кожановский сельсовет (в 1954—1959 временно в Петрятинском сельсовете).
| Годы      | 1878 | 1897 | 1926 | 1979 | 1989 | 2002 | 2010 |
| --------- | ---- | ---- | ---- | ---- | ---- | ---- | ---- |
| Население | 1123 | 1592 | 1308 | 148  | 106  | 52   | 24   |